# 沃斯霍德 (克里米亚)

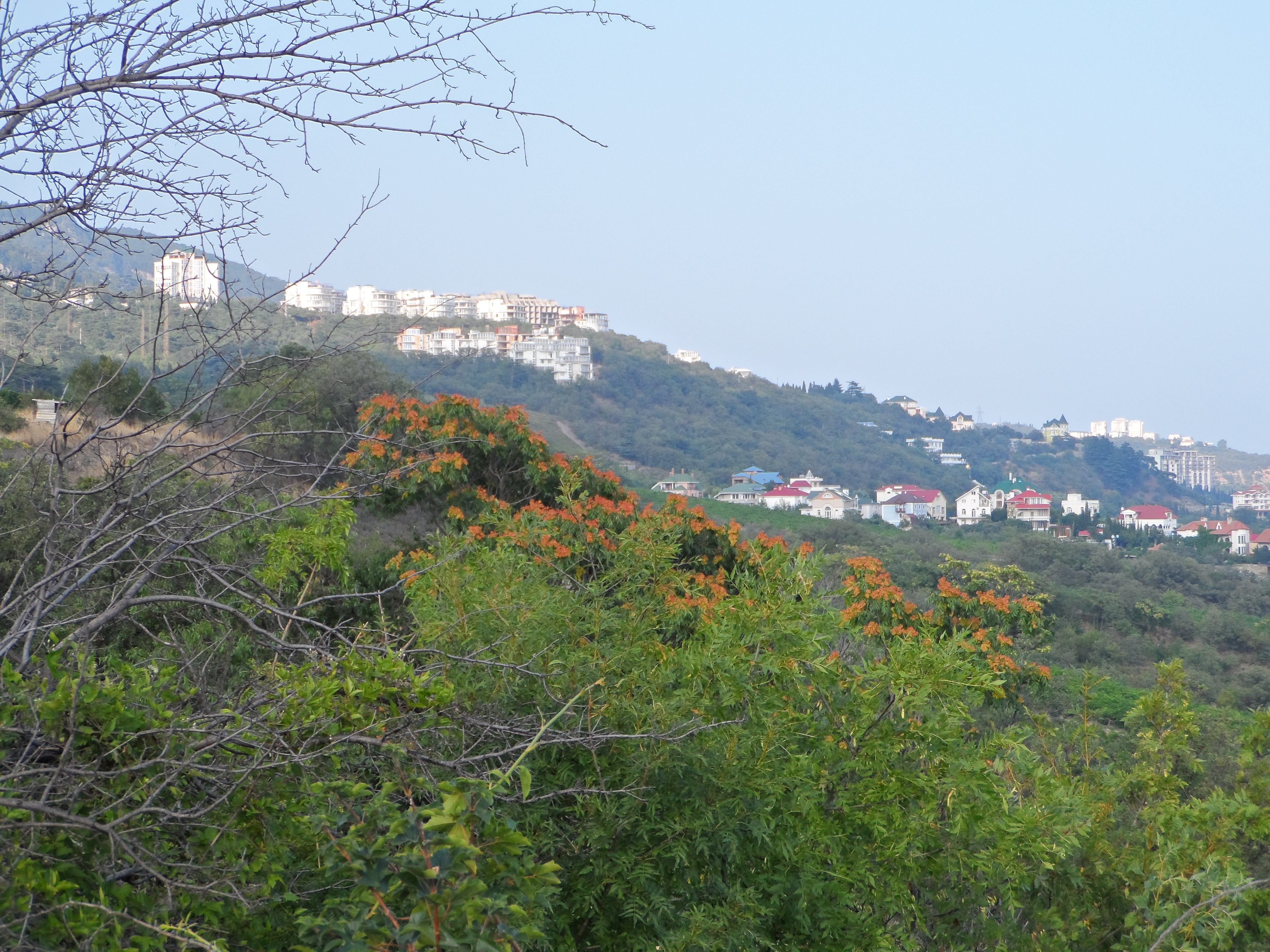
风景

沃斯霍德（羅馬化：Voskhod）是乌克兰克里米亚自治共和国雅尔塔区的镇，目前事实上被俄罗斯佔領，俄區劃為克里米亞共和國雅尔塔市议会下辖的市级镇。始建於1920年，面積1.005平方公里，距離辛菲羅波爾71公里，海拔高度229米，2011年人口448，人口密度每平方公里445.77人。